# 성기학
성기학(1947년 7월 8일 ~, 서울특별시)은 아웃도어 의류 업체인 영원무역의 창립자이자 현재 대표이사 회장직을 맡고 있는 기업인이다.

서울대학교 사범대학 부설고등학교와 서울대학교 무역학과를 졸업했다.
1974년 영원무역을 창립했고 현재 영원무역 대표이사 회장이며, 1992년부터는 영원아웃도어의 대표도 맡고 있다. 1995년부터 한-방글라데시 경제협력위원회 위원장을 맡고 있기도 하다.

## 가족
- - 배우자 : 이선진 (? ~ ) - 갤러리목금토 관장
    - 딸 : 성시은 (? ~ ) - 와이엠에스에이(YMSA) 사내이사
    - 딸 : 성래은 (1978 ~ ) - 영원무역홀딩스 부회장 겸 영원무역 부회장
    - 딸 : 성가은 (1979 ~ ) - 영원아웃도어 사장
      - 사위 : 손주홍 (1977 ~ ) - 손경식의 아들

## 학력
- ~ 1965년 서울대학교 사범대학 부설고등학교
- ~ 1970년 서울대학교 무역학과

### 명예 박사 학위
- 한림대학교 경영학 명예박사

## 경력
- 1971년 ~ 1973년 서울통상 근무
- 1974년 12월 영원무역 설입
- 1974년 ~ 1984년 영원무역 이사
- 1984년 ~ 영원무역 대표이사 회장
- 1992년 ~ 2013년 7월 골드윈코리아 대표이사 사장
- 1995년 한-방글라데시 경제협력위원회 위원장
- 2002년 1월 ~ 2007년 12월 제18 ~ 20대 서울대학교 사범대학 부설고등학교 동창회 부회장
- 2008년 1월 ~ 2010년 12월  제21대 서울대학교 사범대학 부설고등학교 동창회 회장
- 서울대학교 사범대학 부설고등학교 동창회 고문
- ~ 2016년 3월 영원무역홀딩스 대표이사 회장
- 2011년 1월 ~ 2017년 1월 서울대학교 상과대학 총동창회 회장
- 2013년 7월 ~ 영원아웃도어 대표이사
- 2014년 8월 ~ 2020년 8월 제13 ~ 14대 한국섬유산업연합회 회장
- 2018년 9월 국제섬유생산자연맹(ITMF) 회장
- (사) 선농문화포럼 이사장
- 서울대학교 상과대학 총동창회 명예회장
- 서울대학교 총동창회 부회장
- 서울대학교 총동창회 상임부회장
- 2021년 3월 ~ 2023년 3월 서울대학교 이사

## 수상
- 1997 무역진흥대상
- 2005 제12회 삼우당 대한민국 섬유패션대상
- 2006 납세자의 날 대통령 표창
- 2008 제22회 섬유의 날 금탑산업훈장
- 2009 제3회 언스트앤영 소비재부문 최우수 기업가상
- 2012 매경이코노미 선정 올해의 CEO
- 2022 ‘제31회 다산경영상’ - 한국경제신문사